# Родригес, Алекс (панамский футболист)
Алекс Рауль Родригес Ледесма (исп. Álex Raúl Rodríguez Ledezma; род. 5 августа 1990, Панама, Панама) — панамский футболист, вратарь клуба «Сан-Франсиско» и сборной Панамы. Участник чемпионата мира 2018 года.

## Клубная карьера
Начал карьеру в клубе «Спортинг Сан-Мигелито». 22 июля 2012 года в матче против «Пласа Амадор» он дебютировал в чемпионате Панамы. С первого сезона Алекс завоевал место основного вратаря команды. В 2013 году он помог «Спортингу» выиграть чемпионат. Летом 2015 года Родригес перешёл в «Сан-Франсиско». 1 август в матче против своей бывшей команды «Спортинг Сан-Мигелито» он дебютировал за новый клуб.

## Международная карьера
13 января 2013 года в товарищеском матче против сборной Гватемалы дебютировал за сборную Панамы.
В 2013 году стал финалистом Золотого кубка КОНКАКАФ. На турнире был запасным и на поле не вышел.
В 2016 году попал в заявку сборной на участие в Кубке Америки в США. На турнире был запасным и не сыграл ни минуты. В 2017 году во второй раз принял участие в Золотом кубке КОНКАКАФ. На турнире он был запасным и на поле не вышел.
В 2018 году принял участие в чемпионате мира в России. На турнире был запасным вратарём и на поле не вышел.

## Достижения
Командные
 «Спортинг Сан-Мигелито»
- Чемпионат Панамы — Клаусура 2013

Международные
 Панама
- Золотой кубок КОНКАКАФ — 2013